# Ернест Крібб
Ернест Крібб (англ. Ernest Cribb, 4 серпня 1885 — 18 серпня 1957) — канадський яхтсмен.
Срібний призер Олімпійських Ігор 1932 року в класі 8 метрів.